# Naturstein (Zeitschrift)
Naturstein ist ein monatlich erscheinendes deutschsprachiges Fachmagazin für Naturwerkstein, das die Ebner Media Group in Ulm herausgibt und v. a. in Deutschland, Österreich und der Schweiz vertrieben wird. Die Redaktion betreibt darüber hinaus das Internetfachportal Natursteinonline.de, betreut die Herausgabe von Fachbüchern, veröffentlicht Downloads und bietet weitere Produkte für die Natursteinbranche an.

## Themen und Zielgruppe
Die Zeitschrift behandelt Belange der Arbeit mit und der Anwendung von Naturwerkstein und richtet sich an Steinmetze, Bildhauer, Naturstein- und Fliesenleger, die Naturwerksteinindustrie, Restauratoren und Denkmalpfleger, Garten- und Landschaftsplaner, Planer und Architekten.
Die Fachzeitschrift Naturstein erscheint monatlich (verbreitete Auflage: mehr als 4.100 Exemplare, laut IVW, Q2/2015) und ist deutschlandweit die Zeitschrift für Naturstein mit den meisten Abonnenten (3.131 laut IVW, Q2/2015). Das Magazin verfügt auch über ein Online-Fachportal mit einer Datenbank mit Informationen zu mehreren tausend Natursteinen sowie einem Webshop. Außerdem ist Naturstein auf den Social-Media-Kanälen Facebook und  Instagram präsent.

## Geschichte
Erstmals erschien die Zeitschrift im Januar 1946 unter dem Titel Der Naturstein beim Aegis Verlag Ulm. Wegen der allgemeinen Papierknappheit umfassten die ersten Ausgaben nach dem Zweiten Weltkrieg höchstens 20 Seiten. Einzelne Ausgaben mussten zusammengelegt werden oder erschienen ohne Umschlag.
1950 übernahm der Max & Carl Ebner Zeitschriften-Verlag die Zeitschrift Der Naturstein und in den 1960er Jahren stiegen sowohl die Auflage als auch der Umfang. Im Zuge des weltweiten Natursteinhandels wurde die Berichterstattung internationaler. 1967 berichtete der Naturstein beispielsweise erstmals über die internationale Natursteinmesse „Marmomacchine“ im italienischen St. Ambrogio di Valpolicella.
1973 wurde Der Naturstein offizielles Mitteilungsblatt des Bundesverbandes Deutscher Steinmetze. Seit Januar 1975 heißt die Zeitschrift Naturstein.
Nach dem Beitritt der DDR zur Bundesrepublik stieg die Auflage von Naturstein in den 1990er Jahren an. Auch der Seitenumfang nahm zu und erreichte teilweise mehr als 200 Seiten pro Ausgabe.

## Informationsplattform im Internet
1999 startete das Magazin mit seiner Internetplattform Natursteinonline.de. Das Portal enthält eine Datenbank mit Bildern und Informationen zu mehreren tausend Natursteinen. Sie umfasst u. a. Angaben zum Fundort, zu technischen und physikalischen Eigenschaften und zu möglichen Einsatzgebieten. Die Datenbank basiert auf der Sammlung des Deutschen Naturstein-Archivs in Wunsiedel, das weltweit eingesetzte Natursteine erfasst, untersucht und archiviert.
Zum Online-Angebot der Fachzeitschrift Naturstein gehören auch ein Fachwörterbuch, mit dem Fachbegriffe in sieben Sprachen übersetzt werden können, Branchennachrichten, Hintergrundartikel, ein Newsletter, Fotoreportagen, ein Veranstaltungskalender, ein Adressverzeichnis sowie ein Webshop mit Downloads und weiteren Produkten für die Natursteinbranche.
Informationen der Bundesverbands Deutscher Steinmetz (BIV) über Rutschhemmung, Reinigung und Pflege, Ortsschliff, Ausführung und Bearbeitung von Bodenbelägen für Innenräume sowie den Einbau von Außenfensterbänken von Naturstein sind Online bereitgestellt, wie auch Informationen des Deutschen Naturwerkstein-Verbands zu Massivstufen und Treppenbelägen im Außenbereich, Fassadenbekleidungen und Gebäudeerhaltung von historischen Bauten.
Merkblätter des Sachverständigenkreises euroFEN informieren über Themen wie die sichere Verlegung von Natursteinfliesen, Platten und Bodenbelägen aus Natur-, Beton- und Agglowerkstein sowie Keramik. Ferner gibt es verschriftlichte Expertengespräche, die beispielsweise die Prüfung des Verlegeuntergrunds, Fugenausbildung und Küchenarbeitsplatten behandeln.
Online dargestellt sind von Steinmetzen und Friedhofsgärtnern des Weiteren erarbeitete bzw. realisierte 40 pflegeleichte, bedarfsgerechte Grabstättenkonzepte/-angebote.
Seit 2009 gibt es die Plattform auch in einer englischen Version.

## Sonstiges
Das Fachmagazin Naturstein berichtet schwerpunktmäßig über branchenrelevante Themen aus der ganzen Welt. Des Weiteren verlegt die Ebner Media Group neben der Zeitschrift Naturstein Fachbücher für den Natursteinsektor. Ferner veranstaltet das Magazin Fachforen und jährlich ein Bauseminar für Natursteinanwender. Chefredakteurin ist seit 1989 Dipl.-Ing. Bärbel Holländer.